# Матрёновщина
Матрёновщина — деревня в Винницком сельском поселении Подпорожского района Ленинградской области.

## История
МАТРЁНОВЩИНА (АНЦИЕВА, НИКОЛАЕВСКО-ЯРОСЛАВСКИЙ ПОГОСТ, ЯРОСЛАВЛЕВСКОЕ) — село при реке Ояти, число дворов — 5, число жителей: 10 м. п., 9 ж. п.; Чудь и русские. Церковь православная. (1873 год)

Село административно относилось к Шапшинской волости 2-го стана Лодейнопольского уезда Олонецкой губернии.

МАТРЁНОВЩИНА — усадьба Скаминского сельского общества при реке Ояти, население крестьянское: домов — 7, семей — 7, мужчин — 15, женщин — 20, всего — 35; лошадей — 6, коров — 12, прочего — 23. (1905 год)

С 1917 по 1919 год деревня входила в состав Скалинского сельсовета Шапшинской волости Лодейнопольского уезда Олонецкой губернии.
С 1919 года в составе Ярославского сельсовета.
С 1922 года в составе Ленинградской губернии.
С 1927 года в составе Винницкого района.
По данным 1933 года деревня Матрёновщина входила в состав Ярославского вепсского национального сельсовета Винницкого национального вепсского района.

Деревня Матрёновщина на карте 1940 года

Согласно топографической карте РККА 1940 года Матрёновщина входила в куст деревень Ярославичи. В 1940 году население деревни составляло 101 человек.
В 1958 году население деревни составляло 40 человек.
С 1963 года в составе Лодейнопольского района.
С 1965 года в составе Подпорожского района.
По данным 1966, 1973 и 1990 годов деревня Матрёновщина также входила в состав Ярославского сельсовета.
В 1997 году в деревне Матрёновщина Ярославской волости проживали 2 человека, в 2002 году — 1 человек (вепс).
В 2007 году в деревне Матрёновщина Винницкого СП не было постоянного населения.

## География
Деревня расположена в юго-западной части района на автодороге 41К-734 (подъезд к деревне Матрёновщина), к северу от автодороги 41К-016 (Станция Оять — Плотично).
Расстояние до административного центра поселения — 30 км.
Расстояние до ближайшей железнодорожной станции Подпорожье — 108 км.
Деревня находится на правом берегу реки Оять.

## Демография
| 1873 | 1905 | 1940 | 1958 | 1997 | 2007 | 2010 |
| ---- | ---- | ---- | ---- | ---- | ---- | ---- |
| 19   | ↗35  | ↗101 | ↘40  | ↘2   | ↘0   | ↗1   |
| 2017 |      |      |      |      |      |      |
| →1   |      |      |      |      |      |      |

### Национальный состав
Согласно данным Всероссийской переписи населения 2021 года в деревне проживал 1 человек, русский.

## Улицы
Дачная.